# 让·德比昂
亨利·让·埃里克·约瑟夫·马里·德比昂（法語：Henri Jéhan Éric Joseph Marie de Buhan，1912年4月5日—1999年9月14日），法国男子击剑运动员，项目为花剑。他曾参加1948年和1952年夏季奥运会击剑比赛，共获得3枚金牌。